# Karl Bergman
Karl Alfred Bergman, född 21 juni 1891 i Karlshamn, Blekinge, död 20 oktober 1965 i Öregrund, Uppland, var en svensk konstnär.

## Biografi
Karl Bergman var son till målarmästare Karl Bernhard Bergman (1864-1952) i Karlshamn och hans hustru sedan 1890 Ida Olsdotter (1863-1915) från Asarum. Vid femton års ålder gick han till sjöss och under fyra år arbetade han på både segel- och ångfartyg. Under åren till sjöss höll han fast vid sitt intresse för teckning och tog ofta fram sina skissböcker vid lediga stunder. I första hand avbildade han segelfartygen som han såg ute på haven eller i hamnarna.

### Utbildning
Omkring 1910 reste han till Berlin för att påbörja sina konststudier vid stadens konstakademi för att senare fortsätta vid konstakademin i Köpenhamn. Något år senare återvände han till Tyskland och konstakademin i München. Efter hemkomsten till Sverige reste Bergman till Stockholm där han tog teckningslektioner för den norske konstnären Ludvig Karsten och sedan för den kände konstnären Carl Wilhelmson. I Stockholm arbetade Bergman som dekorationsmålare. I födelsestaden Karlshamn fick han också lärorika lektioner av vännen och seglarkompisen, konstnären Ernst Smith och träffade då även konstnären och porträttfotografen Hjalmar Falk.

### Familj
Under en av sina resor till Tyskland träffade Bergman sin blivande fru, Hedvig Nilsson (1891-1947), som då arbetade som sjuksköterska på ett av de större sjukhusen i Hamburg. Hedvig, även hon född i Karlshamn 1891, var dotter till skeppsbyggmästare Olof Nilsson. Nilsson arbetade först på Karlshamns skeppsvarv, men kom senare att tillträda tjänsten som varvschef vid Öregrunds Slip och varv i Öregrund. Karl och Hedvig gifte sig den 17 juni 1919 och bröllopet firades i hennes föräldrars hem i Öregrund.

### Boende
Efter bröllopet skaffade paret sig en bostad i ett hus på Södra Fogdelyckegatan i centrala Karlshamn för att 1924 flytta till ett hus på Pengabergsvägen 7 i utkanten av staden. 1938 byggde familjen ett sommarställe i Öregrund. ”Hemmanberget” låg på en udde där Bergman hade utsikt över hela Öregrundsgrepen, och där fångade han många av sina motiv med fartygsbilder och solnedgångar. Han sågs också med staffli ute i Öregrund. I Öregrund fick dessutom hustrun möjlighet till bättre kontakt med sina föräldrar.

### Arbete
Bergmans favoritmotiv var kusten, skärgården och segelfartyg. De flesta av hans tavlor är målade i skärgården utanför Karlshamn. 1928 fick han i uppdrag att utföra ett antal väggmålningar under renoveringen av Karlshamns sparbank. Här använde sig Bergman av samma teknik som de medeltida kyrkomålarna gjorde. Tekniken, som går under namnet ”al secco”, går ut på att motiven målas direkt på en torr kalkputsgrund, till skillnad från ”al fresco” där motivet målas på en fuktig kalkputs. Den största av väggmålningarna föreställer Karlshamns hamn med byggnader och lastfartyg. Målningarna bevarades inte vid senare ombyggnader av Sparbanken och finns idag endast sparade i form av förslagsskisser som Bergman lämnade in till bankens styrelse för godkännande.

### Roslagen
1938 flyttar familjen Bergman, som förutom hustrun även bestod av fem barn, från Karlshamn till Danderyd utanför Stockholm. Några år senare flyttade de vidare, denna gång till Hargshamn söder om Öregrund i Roslagen. I Hargshamn öppnade hustrun Hedvig en egen pensionatsrörelse. Pensionatet lockade många författare som behövde lugn och ro för sitt skrivande. En av dessa författare var Peder Sjögren som skrev flera av sina böcker på Hedvig Bergmans pensionat. Runt 1946 flyttade familjen igen, nu till Öregrund. Här öppnade hustrun åter en pensionatsrörelse och Karl inredde en ateljé i grannhuset. Bara några månader senare, 1947, dog hustrun Hedvig.
Bergman dog den 20 oktober 1965 på Östhammars lasarett. Jordfästningen ägde rum i Öregrunds metodistkyrka, nedanför den altartavla som han själv målat 1947 och som han ansåg som sitt främsta arbete. Målningen är numera flyttad och finns i Öregrunds kyrkogårdskapell. Flera av Karl Bergmans målningar finns bevarade på museer i Karlshamn och Karlskrona samt i flera offentliga byggnader runt om i Sverige.

### Stiftelse
1999 bildas ”Stiftelsen Konstnär Karl Bergmans minne” i Öregrund. Stiftelsen, vars styrelse i första hand består av ättlingar till Bergman, delar varje år ut ett stipendium till en gymnasieelev som visar speciella konstnärliga färdigheter. Jämna år delas stipendiet ut till en elev i Karlshamn och ojämna år blir det en elev i Öregrund som får priset.